# Patrick McVey
Patrick McVey (Fort Wayne, Indiana; 17 de marzo de 1910 – Nueva York; 6 de julio de 1973) fue un actor estadounidense, conocido por su trabajo en tres series televisivas entre 1950 y 1961, Big Town, Boots and Saddles, y Manhunt.

## Biografía
McVey nació en Fort Wayne, en el noreste de Indiana. Era un actor con experiencia teatral cuando debutó en el cine en 1941, haciendo ocho papeles sin créditos, el primero de ellos en Caught in the Draft (El recluta enamorado). En 1942 hizo una docena de papeles sin créditos, y en 1946 actuó en el thriller dirigido por Jean Yarbrough The Brute Man. 
Aunque McVey rara vez en el cine actuó en papeles más allá de los de reparto, en televisión consiguió trabajos de mayor importancia. Así, en 1950 hizo su primer papel televisivo, el de Harry Martin en el episodio "Edge of Panic" de la serie de la CBS Suspense. Ese mismo año, y durante un total de cuatro y de 160 capítulos, empezó a interpretar a Steve Wilson, el jefe de redacción del ficticio Illustrated Press, en Big Town, un melodrama cuya acción transcurría en la oficina de un periódico de una gran ciudad americana. Dejó la serie en 1954, y ese mismo año actuó en dos episodios de la producción de la NBC Kraft Television Theater. Posteriormente trabajó en The Gale Storm Show, The Millionaire, Playhouse 90, y en cuatro shows del género western: The Restless Gun, Man Without a Gun,  Sugarfoot, y Bat Masterson.
Desde 1957 a 1958 McVey coprotagonizó la serie Boots and Saddles, encarnando al teniente coronel Wesley Hayes. Tras finalizar el show en 1958, McVey fue elegido para dar vida al reportero de noticias policíacas Ben Andrews en otra serie, Manhunt. Manhunt se canceló en 1961, y McVey continuó su carrera haciendo papeles como artista invitado en producciones televisivas como General Electric Theater, Cheyenne, The Rifleman, Have Gun – Will Travel, El virginiano, y Gunsmoke.
Sus últimas actuaciones televisivas tuvieron lugar en el drama de la CBS The Nurses, y en la serie de la ABC Dark Shadows (1966), en el papel de John Harris. En 1968 trabajó en la película de Frank Sinatra El detective, y su última aparición en la gran pantalla pudo verse en el film de 1973 Bang the Drum Slowly.
Patrick McVey, que estuvo casado con Courteen Landis, una actriz teatral del circuito de Broadway, falleció el 6 de julio de 1973 en la ciudad de Nueva York. Tenía 63 años de edad.